# Musaranya de Radde
Sorex raddei és una espècie de musaranya que es troba a Armènia, l'Azerbaidjan, Geòrgia, Rússia i Turquia.
Ocupa boscos humits a les ribes de rius i llacs cobertes de vegetació herbàcia espessa, i en general hàbitats rocosos en boscos de mitja muntanya, tot i que s'ha trobat des del nivell del mar fins a 2.400 metres d'altitud. El seu principal aliment són els cucs de terra i els insectes.
Cria fins a tres vegades a l'any, en qualsevol època, però sobretot a final de primavera i principi d'estiu.
Fou anomenada en honor del naturalista i explorador alemany Gustav Radde.